# Frosch & Freunde
Frosch & Freunde (Originaltitel: Kikker & Vriendjes) ist eine niederländische Zeichentrickserie aus dem Jahr 2008. Die Geschichte basiert auf den Kinderbüchern des niederländischen Zeichners Max Velthuijs.

## Handlung
Frosch erlebt zusammen mit seinen Freunden Hase, Ente und Schwein viele Abenteuer, lernt dabei die Umwelt und Natur kennen und wie wichtig es ist, diese zu schützen und sich gegenseitig bei Problemen zu helfen.

## Produktion und Veröffentlichung
Die Serie wurde 2008 von Telescreen unter der Regie von Karsten Kiilerich in den Niederlanden produziert. Dabei sind 26 Folgen entstanden.
Erstmals wurde die Serie am 25. Dezember 2008 im niederländischen Fernsehen ausgestrahlt. Die deutsche Erstausstrahlung fand am 5. November 2011 auf KI.KA statt. Zudem wurde die Serie auf DVD veröffentlicht.

## Episodenliste
| Folge | deutscher Titel                      | deutsche Erstausstrahlung |
| 1     | Was ist los, Frosch?                 | 05.11.2011                |
| 2     | Frosch bleibt wach                   | 05.11.2011                |
| 3     | Ein neuer Freund                     | 12.11.2011                |
| 4     | Was ist das? fragt der Frosch        | 12.11.2011                |
| 5     | Frosch spielt Verstecken             | 19.11.2011                |
| 6     | Frosch findet einen Freund           | 19.11.2011                |
| 7     | Frosch und der Schneemann            | 26.11.2011                |
| 8     | Frosch ist traurig                   | 26.11.2011                |
| 9     | Frosch ist ungeduldig                | 03.12.2011                |
| 10    | Frosch geht in die weite Welt        | 03.12.2011                |
| 11    | Frosch und der heiße Tag             | 10.12.2011                |
| 12    | Frosch findet einen Schatz           | 10.12.2011                |
| 13    | Frosch im Winter                     | 17.12.2011                |
| 14    | Frosch spielt „Reise nach Jerusalem“ | 17.12.2011                |
| 15    | Frosch im Glück                      | 24.12.2011                |
| 16    | Frosch ist stumm                     | 24.12.2011                |
| 17    | Frosch ist sauer                     | 31.12.2011                |
| 18    | Frosch hat Angst                     | 31.12.2011                |
| 19    | Frosch hat Langeweile                | 07.01.2012                |
| 20    | Frosch ist mutig                     | 07.01.2012                |
| 21    | Frosch und das Neujahrsfest          | 14.01.2012                |
| 22    | Frosch und der besondere Tag         | 14.01.2012                |
| 23    | Frosch und der hungrige Fuchs        | 21.01.2012                |
| 24    | Frosch und das Wasser                | 21.01.2012                |
| 25    | Frosch und das Geburtstagsspiel      | 28.01.2012                |
| 26    | Frosch und der Wind                  | 28.01.2012                |